# Raidcall
Raidcall é um programa criado para conferências com tecnologia VoIP e lançado oficialmente em 2010. O objetivo do programa é voltado principalmente para chats de voz em games. Em Setembro de 2015, cinco anos após o seu lançamento, a companhia anunciou que ia desativar suas versões em Inglês e Português, sendo assim, a versão Russa foi a única a ser disponibilizada.

## Recursos
- Até 100.00 usuários ao mesmo tempo em um único grupo.
- Recomendações de comunidades online com base em interesses.
- Streams do Twitch e Own3D incorporadas.
- Sincronização com o Facebook.
- Compartilhamento de vídeos do Youtube com grupos.